# Hydrotaea similis
Hydrotaea similis är en tvåvingeart som beskrevs av Meade 1887. Hydrotaea similis ingår i släktet Hydrotaea och familjen husflugor. Arten är reproducerande i Sverige. Inga underarter finns listade i Catalogue of Life.